# Dissotis cornifolia
Dissotis cornifolia là một loài thực vật có hoa trong họ Mua. Loài này được (Benth.) Hook. f. mô tả khoa học đầu tiên năm 1871.